# Violante Paleologa
Violante Paleologa (Moncalvo, giugno 1318 – Chambéry, 24 dicembre 1342) fu contessa consorte di Savoia, Aosta e Moriana, dal 1330 al 1342.

## Origine
Violante, secondo lo storico francese Samuel Guichenon nel suo Histoire généalogique de la royale maison de Savoie, era figlia di Teodoro I del Monferrato, principe di Bisanzio e marchese del Monferrato, e della moglie, Argentina Spinola, che, secondo il Rerum Italicarum scriptores, volume XI era figlia del Capitano del Popolo di Genova, Opizzino Spinola, e della moglie, Violante di Saluzzo.
Teodoro I del Monferrato, ancora secondo Samuel Guichenon, era il figlio secondogenito del Basileus dei Romei, Andronico II Paleologo e della sua seconda moglie, Violante di Monferrato o Irene di Bisanzio.

## Biografia

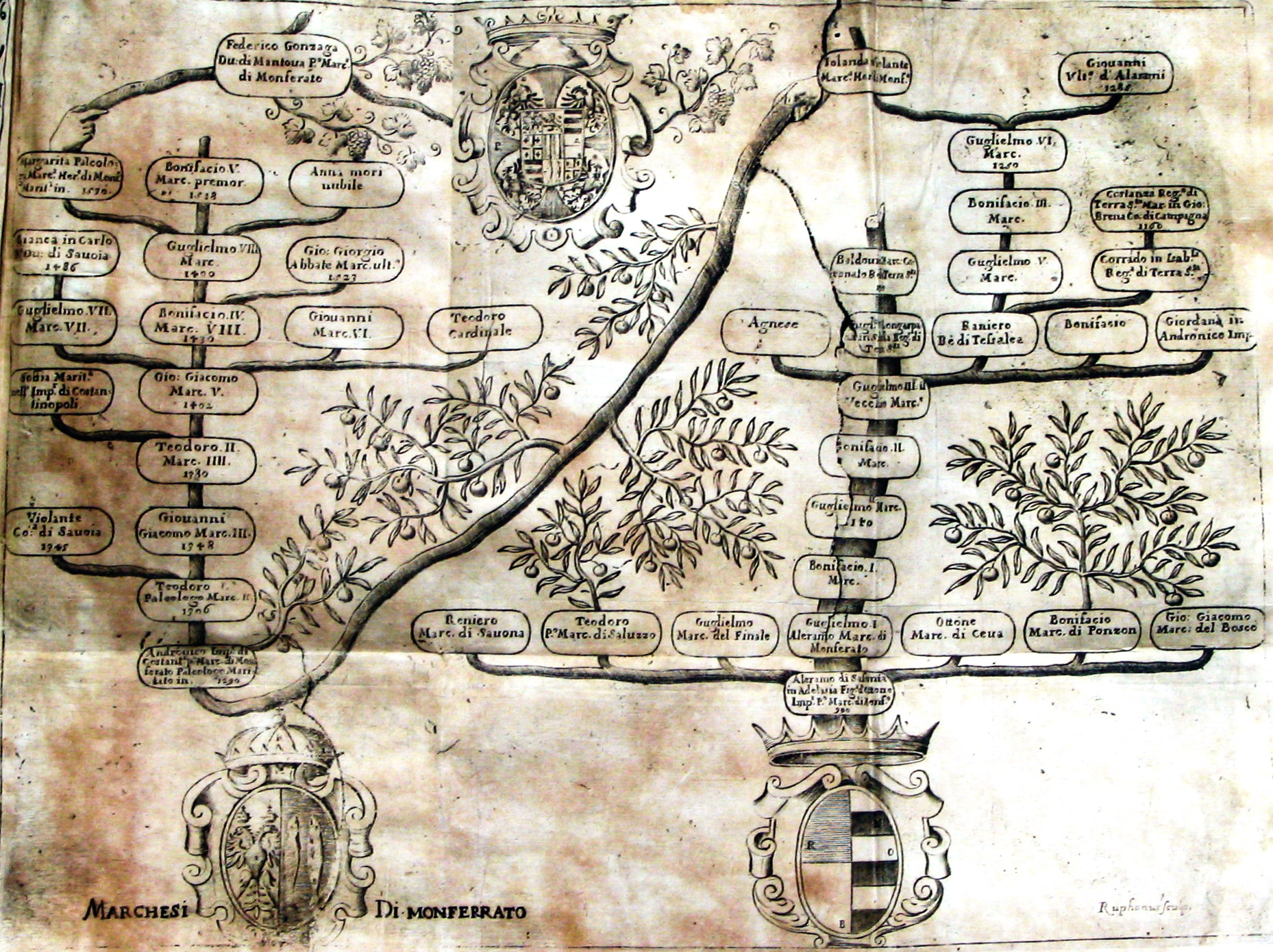
Albero genealogico dei Paleologi

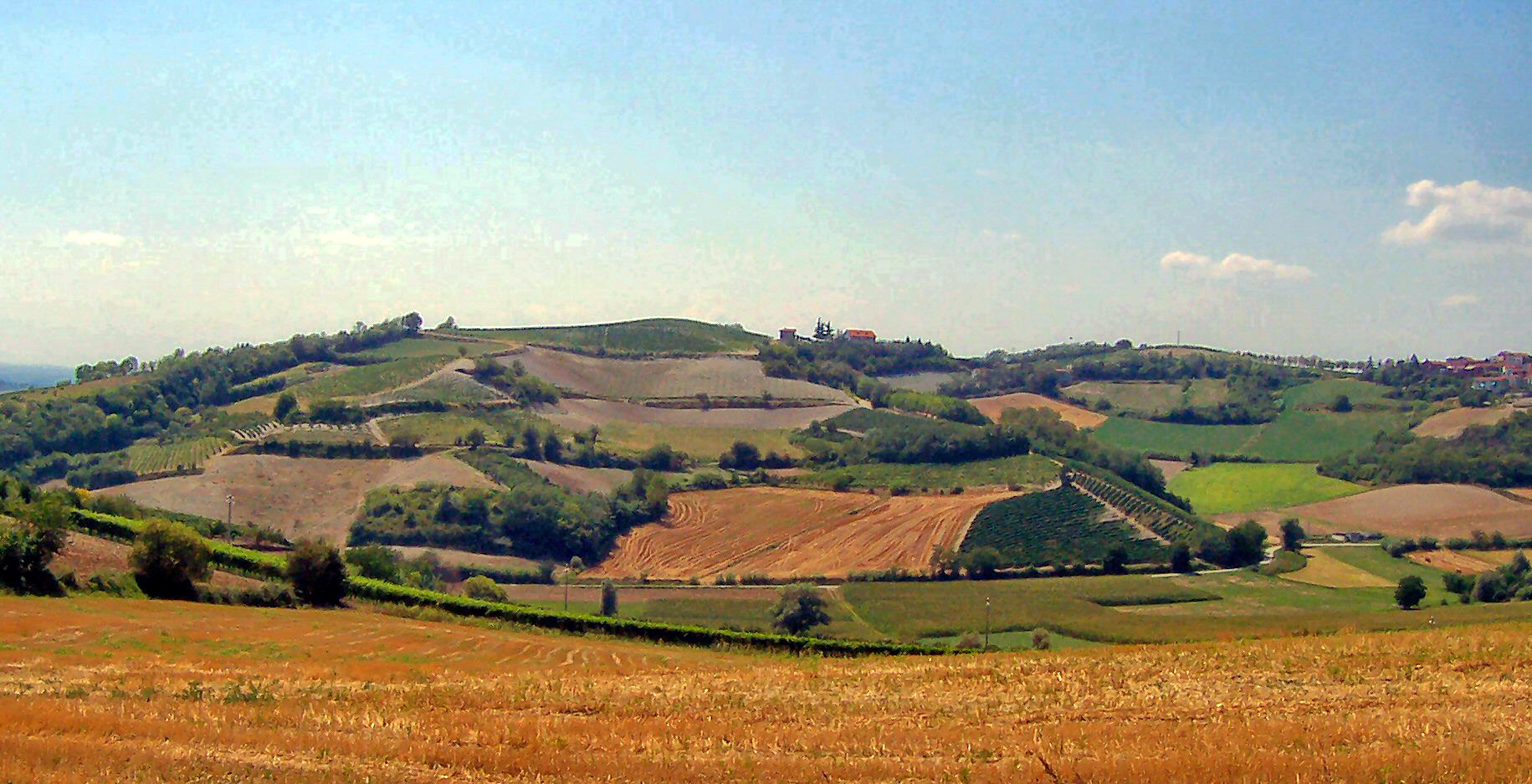
Il Monferrato, terra d'origine di Violante

Violante ricevette il nome delle due nonne, sia paterna che materna.
Violante divenne contessa consorte di Savoia, Aosta e Moriana il 1º maggio 1330, sposando il Conte di Savoia e Conte d'Aosta e Moriana, Aimone di Savoia, che, secondo Samuel Guichenon, era il figlio maschio terzogenito di Amedeo V, Conte di Savoia, d'Aosta e di Moriana, e della sua prima moglie, Sibilla o Simona di Baugé, che sempre secondo la Samuel Guichenon era l'unica figlia del signore di Baugé e della Bresse, Guido II di Baugé, mentre per quanto riguarda la madre tra gli storici non vi è concordanza, ma fu Dauphine di Saint-Bonnet e non Beatrice del Monferrato, figlia di Guglielmo VI del Monferrato; la conferma che la madre di Sibilla fu Dauphine ci è data da due  documenti del Titres de la maison ducale de Bourbon, il n° 595, in cui Dauphine (Dauphine dame de Saint-Bonnet) si cita come la madre di Sibilla moglie di Amedeo di Savoia (mariage de sa fille Sibille avec Amedée de Savoie) e il documento n° 607, in cui Dauphine (Dauphine dame de Saint-Bonnet le Château, femme de Pierre de la Roue chevalier) viene citata come madre di Sibilla (Sibille femme d´Amedée de Savoie), la quale Dauphine, ancora secondo Samuel Guichenon, era figlia di Renato di Lavieu, Signore di Saint-Bonnet, di Miribel et di Jordaine (fille unique et héritière de René de Lavieu, chevalier, seigneur de Saint-Bonnet et de Miribel et de Jordaine) e della moglie (sa femme).
I patti matrimoniali prevedevano che, in caso di morte senza eredi di Teodoro o di estinzione della linea maschile, il marchesato del Monferrato passasse, a titolo di dote, a Violante o ai suoi discendenti e quindi ai Savoia.; il contratto di matrimonio è presente nelle Preuves de l'Histoire généalogique de la royale maison de Savoie.
In base anche a questo atto, quando due secoli dopo si estinse la linea maschile dei Paleologi con Bonifacio IV del Monferrato, il duca Carlo II di Savoia avrebbe rivendicato per i Savoia il Monferrato davanti all'imperatore Carlo V d'Asburgo.
- |                                                                                    |  |
| Teodoro I                                                                          |  |
| Figli - Giovanni II - Violante                                                     |  |
| Giovanni II                                                                        |  |
| Figli - Ottone III - Giovanni III - Teodoro II - Margherita                        |  |
| Ottone III                                                                         |  |
| Giovanni III                                                                       |  |
| Teodoro II                                                                         |  |
| Figli - Giovanni Giacomo - Sofia                                                   |  |
| Giovanni Giacomo                                                                   |  |
| Figli - Giovanni IV - Amedea - Isabella - Guglielmo VIII - Bonifacio III - Teodoro |  |
| Giovanni IV                                                                        |  |
| Figli - Elena Margherita - Scipione - Sara                                         |  |
| Guglielmo VIII                                                                     |  |
| Figli - Giovanna - Lucrezia - Bianca - Margherita - Annibale, naturale             |  |
| Bonifacio III                                                                      |  |
| Figli - Guglielmo IX - Giovanni Giorgio                                            |  |
| Guglielmo IX                                                                       |  |
| Figli - Maria - Margherita - Bonifacio IV                                          |  |
| Bonifacio IV                                                                       |  |
| Giovanni Giorgio                                                                   |  |
| Figli - Flaminio (naturale)                                                        |  |
| V · D · M                                                                          |  |

In attesa del quinto figlio, il 14 dicembre 1342, Violante (Domina Yolanda de Monteferrato comitissa Sabaudiæ conjuxque principi illustris magnifici domini Aymonnis comitis Sabaudiæ) fece testamento, in cui stabilì di essere sepolta nell'Abbazia di Altacomba (in ecclesiæ Altæ Combæ), ed inoltre destinò alcuni lasciti ai figli, Giovanni (Joannem carissimum filium suum), Bianca (Blancham filiam suam), Ludovico (filium suum posthumum si nascatur ex ea) e Amedeo (Amedeum carissimum filium suum primogenitum).
Violante morì, non si sa se prima, durante o dopo il parto, il 24 dicembre 1342, e venne inumata nell'Abbazia di Altacomba.

## Figli
Dal matrimonio nacquero cinque figli:
- Bianca (1331-31 dicembre 1387), che nel 1350 sposò Galeazzo II Visconti Duca di Milano[12];
- Amedeo (Chambéry, 4 gennaio 1334-1º marzo 1383), suo successore con il nome di Amedeo VI, detto il Conte Verde[12];
- Giovanni (settembre 1338-1345), morto che era ancora bambino[12];
- Caterina (1341- prima del 1343) non è citata nel testamento della madre[10], né in quello del padre[12][13];
- Ludovico (14 gennaio 1342-?), la cui nascita costò la vita alla madre e citato nel testamento della madre (filium suum posthumum si nascatur ex ea)[10].

## Ascendenza
|                          |                 |                              | Genitori                    |  |  | Nonni |  |  | Bisnonni               |  |  | Trisnonni           |  |
|                          |                 |                              |                             |  |  |       |  |  | Michele VIII Paleologo |  |  | Andronico Paleologo |  |
|                          |                 |                              |                             |  |  |       |  |  | Michele VIII Paleologo |  |  | Andronico Paleologo |  |
|                          |                 | Teodora Angelina Paleologina |                             |  |  |       |  |  | Michele VIII Paleologo |  |  |                     |  |
| Andronico II Paleologo   |                 |                              |                             |  |  |       |  |  | Michele VIII Paleologo |  |  |                     |  |
|                          |                 | Teodora Ducas Vatatzina      | …                           |  |  |       |  |  |                        |  |  |                     |  |
|                          |                 | Teodora Ducas Vatatzina      | …                           |  |  |       |  |  |                        |  |  |                     |  |
|                          |                 | Teodora Ducas Vatatzina      | …                           |  |  |       |  |  |                        |  |  |                     |  |
| Teodoro I del Monferrato |                 | Teodora Ducas Vatatzina      |                             |  |  |       |  |  |                        |  |  |                     |  |
|                          |                 | Guglielmo VII del Monferrato | Bonifacio II del Monferrato |  |  |       |  |  |                        |  |  |                     |  |
|                          |                 | Guglielmo VII del Monferrato | Bonifacio II del Monferrato |  |  |       |  |  |                        |  |  |                     |  |
|                          |                 | Guglielmo VII del Monferrato | Margherita di Savoia        |  |  |       |  |  |                        |  |  |                     |  |
| Violante di Monferrato   |                 | Guglielmo VII del Monferrato |                             |  |  |       |  |  |                        |  |  |                     |  |
|                          |                 | Beatrice di Castiglia        | Alfonso X di Castiglia      |  |  |       |  |  |                        |  |  |                     |  |
|                          |                 | Beatrice di Castiglia        | Alfonso X di Castiglia      |  |  |       |  |  |                        |  |  |                     |  |
|                          |                 | Beatrice di Castiglia        | Violante d'Aragona          |  |  |       |  |  |                        |  |  |                     |  |
| Violante Paleologa       |                 | Beatrice di Castiglia        |                             |  |  |       |  |  |                        |  |  |                     |  |
|                          | Corrado Spinola | …                            |                             |  |  |       |  |  |                        |  |  |                     |  |
|                          | Corrado Spinola | …                            |                             |  |  |       |  |  |                        |  |  |                     |  |
|                          | Corrado Spinola | …                            |                             |  |  |       |  |  |                        |  |  |                     |  |
| Opizzino Spinola         | Corrado Spinola |                              |                             |  |  |       |  |  |                        |  |  |                     |  |
|                          |                 | Argentina Fieschi            | …                           |  |  |       |  |  |                        |  |  |                     |  |
|                          |                 | Argentina Fieschi            | …                           |  |  |       |  |  |                        |  |  |                     |  |
|                          |                 | Argentina Fieschi            | …                           |  |  |       |  |  |                        |  |  |                     |  |
| Argentina Spinola        |                 | Argentina Fieschi            |                             |  |  |       |  |  |                        |  |  |                     |  |
|                          |                 | Tommaso I di Saluzzo         | Manfredo III di Saluzzo     |  |  |       |  |  |                        |  |  |                     |  |
|                          |                 | Tommaso I di Saluzzo         | Manfredo III di Saluzzo     |  |  |       |  |  |                        |  |  |                     |  |
|                          |                 | Tommaso I di Saluzzo         | Beatrice di Savoia          |  |  |       |  |  |                        |  |  |                     |  |
| Violante di Saluzzo      |                 | Tommaso I di Saluzzo         |                             |  |  |       |  |  |                        |  |  |                     |  |
|                          |                 | Luisa di Ceva                | Giorgio di Ceva             |  |  |       |  |  |                        |  |  |                     |  |
|                          |                 | Luisa di Ceva                | Giorgio di Ceva             |  |  |       |  |  |                        |  |  |                     |  |
|                          |                 | Luisa di Ceva                | …                           |  |  |       |  |  |                        |  |  |                     |  |
|                          |                 | Luisa di Ceva                |                             |  |  |       |  |  |                        |  |  |                     |  |

### Fonti primarie
- (LA)  Rerum Italicarum scriptores. Tomus XI.
- (LA)  (FR)  Preuves de l'Histoire généalogique de la royale maison de Savoie, justifiée par titres, ..par Guichenon, Samuel

### Letteratura storiografica
- (FR)  Histoire de Savoie, d'après les documents originaux,... par Victor ... Flour de Saint-Genis. Tome 1
- (FR)  Histoire généalogique de la royale maison de Savoie, justifiée par titres, ..par Guichenon, Samuel
- (FR)  Histoire de la Maison de Savoie
- (FR)  Titres de la maison ducale de Bourbon
- (IT)  Storia della legislazione italiana di Federigo Sclopis, Volume 2